# Sr. Frío
El Sr. Frío (Victor Fries) es un supervillano y antihéroe ficticio que aparece en los cómics estadounidenses publicados por DC Comics. Creado por el escritor Dave Wood y el artista Sheldon Moldoff, apareció por primera vez en Batman # 121 (febrero de 1959) como el criminal basado en el hielo Mr. Zero. Poco después de que su nombre fuera cambiado a "Sr. Frío", la historia del origen del personaje se modificó para que coincida con la creada por el escritor Paul Dini para Batman: la serie animada. El Dr. Victor Fries es un experto en criogenia en Gotham City que fue atrapado en un percance de laboratorio mientras intentaba curar a su esposa enferma terminal, Nora; el accidente redujo drásticamente la temperatura de su cuerpo a niveles bajo cero, lo que le obligó a usar un traje criogénico para sobrevivir. Esta representación de Sr. Frío desde entonces ha mantenido como uno de los enemigos más recurrentes del superhéroe Batman y pertenece al colectivo de los adversarios que conforman su centro de la galería de villanos.
La lista de IGN de los 100 mejores villanos del cómic de todos los tiempos clasificó al Sr. Frío como el # 67. El personaje ha sido representado en acción en vivo por George Sanders, Otto Preminger y Eli Wallach en el programa de televisión Batman; de Arnold Schwarzenegger en la película de 1997 Batman & Robin; y por Nathan Darrow en la serie de crimen de Fox Gotham. También ha sido expresado por Michael Ansara en el Universo animado de DC Comics, por Clancy Brown en The Batman, y por Maurice LaMarche en la franquicia de videojuegos de Batman: Arkham.

## Descripción general
Su primera aparición fue en Batman N° 121 (febrero de 1959).
Originalmente llamado Sr. Zero, Sr. Frío fue renombrado y popularizado en la serie televisiva de los años 60.
Con Batman: The Animated Series el nuevo trasfondo del personaje hizo que aumentase enormemente su popularidad al añadirle la trágica historia de la enfermedad de su esposa y la melancolía sufrida por su pérdida, pasando de ser un simple criminal que cometía crímenes con su temática de congelarlo todo, a ser un anti-villano con un trágico pasado, trasfondo que se mantendría en sus posteriores apariciones. En 1997 el personaje es interpretado por Arnold Schwarzenegger en la película Batman & Robin.
Como la mayoría de los villanos de Batman, el Sr. Frío planea sus crímenes con un tema específico, en su caso, el hielo y el frío. Tiene un inusual problema que no le permite resistir temperaturas sobre 0 grados. Mantiene su ambiente en la temperatura óptima usando armas y equipamiento especial. La obsesión del Sr. Frío con el hielo tiene que ver con una tragedia personal, por lo que sus crímenes son intentos de convertir al mundo tan frío y miserable como él.

## Biografía del personaje ficticio
Desde su primera aparición en 1959, el Sr. Frío fue representado como uno de los muchos villanos "de broma" (véase también Polilla Asesina) como enemigos comunes de Batman. Originalmente se llamaba Mr. Zero, pero los productores de la serie de televisión de Batman en la década de 1960 le cambiaron el nombre a Frío y representaron a Batman dirigiéndose a él como "Dr. Art Schivel", y el nombre se transfirió rápidamente a los cómics. Los actores que interpretaron a Frío fueron George Sanders, Otto Preminger, y Eli Wallach. En la precrisis de Continuidad, se explica que el Sr. Frío es un científico malicioso cuyo diseño para una "pistola de hielo" no funciona cuando derrama inadvertidamente productos químicos criogénicos sobre sí mismo, lo que hace que necesite temperaturas bajo cero para sobrevivir.

### Edad Moderna
Frío fue renovado en una historia similar a la creada por Paul Dini para Batman: The Animated Series. Dr. Victor Fries, Ph.D. (pronunciación "Frais") era un criogénico brillante. De niño le fascinaba la criónica, y comienza a congelar animales. Su "pasatiempo" aterra a sus padres y lo envían a un internado estricto, donde se siente miserable y lejos del mundo. En la universidad conoce a una mujer llamada Nora, con la que al fin se casa.
Nora contrae una enfermedad fatal 1½ años después de que Bruce Wayne se convierte en Batman, por lo que Fries comienza a desarrollar un rayo de congelación para GothCorp para preservarla en una animación suspendida hasta hallar una cura. El jefe de Fries, Ferris Boyle, le habla del arma a la mafia, lo que lleva a Batman a crear un equipo de especialistas para ayudarlo a hacer mejor su trabajo. Mientras Fries pone a Nora en animación suspendida, Boyle interrumpe y manipula el experimento, lo que resulta en una explosión que mata a Nora. Fries sobrevive, pero los químicos del rayo de congelación bajan su temperatura corporal al punto de deber usar un traje criogénico para sobrevivir. Él jura vengarse de los responsables de la muerte de su esposa (con quien habla a menudo), y se convierte en el Sr. Frío, primer villano superpoderoso al que se enfrenta Batman en esta continuidad. Finalmente, los agentes de Batman hallan a Frío, quien le dispara a uno de ellos con su pistola de congelación, pero Batman lo detiene.
Los crímenes de Frío implican congelar a todos y todo lo que encuentra por lo que nunca se alía a otros criminales en Gotham, prefiriendo trabajar solo. En raras ocasiones, ha trabajado con otro miembro de la galería de villanos de Batman, en general como ejecutor de los jefes de la mafia de Gotham, como el Pingüino y Máscara Negra. En uno de sus notables equipos, Frío construye una máquina criogénica para que Hush se vengue de Batman. Ese equipo permite a Hush preservar el corazón removido de Catwoman para usarlo de medio para amenazar su vida.
Durante su tiempo en la Sociedad Secreta de Super Villanos, crea una máquina bajo cero para Nyssa Al Ghul a cambio de usar su Fosa de Lázaro. Intenta restaurar la vida de Nora, sin esperar el ajuste necesario en los químicos de la piscina; revive como la torcida Lázara y escapa. Culpa a su marido por su difícil situación, y se aleja de él.

### The New 52
En septiembre de 2011, The New 52 reinició la continuidad de DC. En esta nueva línea de tiempo, durante el cruce de la La Noche de los Búhos, la Corte de los Búhos envía asesinos conocidos como garras para matar a 40 de los ciudadanos más importantes de Gotham, incluido el Sr. Frío. Red Hood, Starfire y Arsenal eligen salvarlo, y posteriormente lo envían a la custodia de Batgirl.
En el Anual de Batman (vol. 2) # 1 introduce un nuevo origen para Sr Frío. Aquí, la fascinación de Victor Fries con la criónica comenzó cuando él era un niño y su madre cayó a través del hielo de un lago congelado. El hielo pudo mantenerla preservada el tiempo suficiente para que llegara la ayuda, lo que desató su obsesión de por vida con el frío. Más tarde se reveló que el accidente dejó a la madre de Fries con un dolor constante, y Fries terminó su sufrimiento empujándola hacia el mismo lago helado. En este nuevo origen, Nora nunca fue la esposa de Fries. Su nombre era Nora Fields, una mujer nacida en 1943. Cuando Nora tenía 23 años, le diagnosticaron una enfermedad cardíaca incurable, por lo que su familia la colocó en una estasis criogénica con la esperanza de encontrar una cura en el futuro. Fries, después de haber escrito su tesis doctoral sobre Nora, se posicionó como investigador y técnico criogénico en Wayne Enterprises.
Finalmente, se enamoró de Nora y se dedicó a encontrar un método confiable para descongelar lentamente los sujetos criogénicos. Sin embargo, Bruce Wayne ordenó que se cerrara el proyecto, ya que comenzó a sentirse incómodo con la obsesión de Fries con Nora. Furioso, Fries arrojó una silla a Wayne, quien esquivó el ataque; la silla se estrelló contra una serie de tanques químicos criónicos, cuyo contenido se roció en Fries y lo transformó en el Sr. Frío.
La Corte de los Búhos usa la fórmula de congelación criogénica de Frío para revivir sus garras, y luego intentan matarlo. Frío sobrevive, pero es capturado por Red Hood y enviado al Manicomio Arkham. Se escapa poco después y se rearma con la ayuda del Pingüino. Frío decide matar a Bruce Wayne y llevarse a Nora, a quien él cree que será su esposa, para que puedan dejar atrás Gotham City para siempre. Al infiltrarse en Wayne Enterprises, Frío tiene una breve pelea con Nightwing y Robin, pero él los somete. Luego, Frío va al ático, donde encuentra a Batman y a la congelada Nora. Batman derrota al Sr. Frío inyectando a su traje la fórmula de descongelación, que había intentado usar para revivir a Nora de la animación suspendida.
Durante la historia de Maldad Eterna, Freeze aparece como miembro de la Sociedad Secreta de Super Villanos en el momento en que el Sindicato del Crimen llegó de su mundo. El Espantapájaros más tarde visita al Sr. Frío para informarle sobre la guerra en la Penitenciaría de Blackgate. Los Man-Bats pueden llevar las garras restantes al Sr. Frío después de que Man-Bat y Espantapájaros las roben de Blackgate. El Sr. Frío y Clayface luego se encuentran con los villanos cuando aterrizan en su territorio. El Sr. Frío le dice a Amo de los Espejos II, no está interesado en sacar provecho de la recompensa por sus cabezas, solo para usar al Mago del Clima para crear las condiciones óptimas para que él congele Gotham. Mientras los Pícaros luchan contra los dos, Máscara Negra (junto a su sociedad de Falsa Cara) llega para capturar a los Pícaros para recibir la recompensa.

### DC Rebirth
En la secuela de Watchmen, Doomsday Clock, Frío se encuentra entre los villanos que asisten a la reunión clandestina celebrada por Riddler que habla sobre la teoría de Superman. Cuando Comedian rompe la reunión, el casco de Frío es perforado por una bala disparada por un combatiente invisible.
En el arco de la historia de "Los Finales de la Tierra" de All-Star Batman, Frío ha despertado a muchas personas que han estado detenidas en estasis criogénica, usándolas como un ejército para robar recursos para su investigación para curar a su esposa Nora, a él mismo y a todos de estas personas, y planea liberar bacterias mortales retenidas en uno de los núcleos de hielo más antiguos del mundo para crear un nuevo mundo, pero Batman se ha inyectado un virus resistente al frío que se transmite por el aire cuando su piel está expuesta y puede matar las esporas.

## Poderes y habilidades
Como la mayoría de los villanos de Batman, el Sr. Frío planea sus crímenes sobre un tema específico; En su caso, el hielo, la nieve y el frío. Él congela áreas a su alrededor con armas y equipos especiales, especialmente un "arma de congelación" de mano. Su traje de refrigeración le otorga fuerza y durabilidad sobrehumanas, lo que lo convierte en un villano poderoso en la galería de villanos de Batman.
En la historia de Underworld Unleashed, el demonio Neron le otorga al Sr. Frío la capacidad de generar temperaturas bajo cero, ya que ya no necesita su arma de congelación ni su traje de refrigeración. Sin embargo, después de su encuentro con Green Lantern, Donna Troy y el Purgatorio en Central Park, volvió a su biología sub-cero original. Luego ganó una nueva armadura y armamento bajo cero.

## Otras versiones

### Smallville
El Sr. Frío aparece en la adaptación de cómic de Smallville, en asociación con el Bromista de Intergang. Él acepta trabajar para Intergang para financiar el tratamiento de Nora. Sin embargo, la congelación es traicionada por Prankster y es derrotada por Batman y Green Arrow.

### Robot Sr. Frío
En Blackhawk, el Sr. Frío aparece como un robot controlado por el Doctor Thurman.

### Justice League Adventures
Con base en el Universo Animado de DC, Frío es parte de un grupo de villanos con temas de hielo llamados "Guerreros Fríos" que intentaron derrocar a una pequeña nación africana. Los Guerreros Fríos aparecen en Justice League Adventures # 12 (diciembre de 2002).

### DC Super Friends
Con base en el universo de DC Super Friends, Frío es parte de un grupo de villanos con temas de hielo llamado "Mochila de hielo" que cubría una ciudad con hielo y nieve. La bolsa de hielo aparece en DC Super Friends # 16 (agosto de 2009).

### Flashpoint
En la línea de tiempo alternativa de Flashpoint, Frío ataca S.T.A.R. Labs en Ciudad Central para encontrar una cura para su esposa Nora. Sin embargo, Citizen Cold ataca y usa su pistola de frío para congelar el cuerpo del Sr. Freeze. El Sr. Freeze intenta escapar con las piernas robóticas, pero Citizen Cold lo mata y le dice que Nora está muerta. Esta versión de Sr. Frío es amigo de Fallout y persigue la venganza contra Citizen Cold por asesinarlo. Más tarde se reveló que la radiación producida por Fallout es la cura que el Sr. Frío estaba buscando.

### Swamp Thing
Durante la historia de Rotworld, donde Swamp Thing viajó a una Tierra alternativa afectada por una plaga mutante, se mencionó a Freeze como un preso en Arkham, sin intentar escapar de las falsas afirmaciones de Batman de implantarle explosivos.

### Batman/Teenage Mutant Ninja Turtles
En el cómic crossover, el Sr. Frío fue mutado en un oso polar mutante humanoide por Shredder.

### Batman: White Knight
Victor Fries aparece en la serie de 2017 Batman: White Knight. En esta serie, Victor Fries se ha retirado de su estilo de vida criminal para enfocarse en curar la enfermedad de su esposa. Más tarde se reveló que, debido a su fisiología única y criogénicamente dependiente, el envejecimiento de Fries se había desacelerado considerablemente y que su padre era miembro de las SS nazis durante la Segunda Guerra Mundial, pero actuó como un agente doble, lo que permitió a Estados Unidos Manténgase un paso por delante de Alemania en el frente científico. Como resultado de esto, se construyó un enorme cañón de congelación debajo de un faro en la costa de Gotham City. La superarma es descubierta por Neo-Joker (la segunda Harley Quinn que sintió eso, al tomar pastillas para conservar su cordura, Jack Napier) estaba destruyendo la parte más bella de sí mismo) y se utiliza para congelar la mayoría, si no todo, de Gotham. Congelar es capaz de revertir los efectos con la ayuda de Batgirl. También se reveló que Fries había sido contactado por Batman en un intento por asegurar la ayuda del villano para salvar la vida de Alfred Pennyworth, pero desafortunadamente sus esfuerzos fueron en vano.

## En otros medios

### Televisión

#### Acción en vivo
- El Sr. Frío apareció en la serie de televisión Batman de la década de 1960, interpretado por George Sanders en la primera aparición en dos partes, Otto Preminger en la segunda aparición en dos partes, y Eli Wallach en la tercera aparición en dos partes.[21][22][23] Sanders y Wallach usaron acentos alemanes para el papel, mientras que Preminger usó su propio acento austriaco. Mientras que la versión de George Sanders llevaba el clásico traje refrigerado, las versiones de Otto Preminger y Eli Wallach llevaban un "Freeze Collar" alrededor del cuello que iba con el traje de refrigeración del Sr. Frío. Antes de que el Sr. Frío estuviera en la serie, siempre se le llamaba el Sr. Cero. En esta versión, sigue siendo campy que le gustan los cómics y se le da un alias de "Dr. Art Schivel". En su primera aparición "Instant Freeze", se reveló que fue Batman quien derramó los productos químicos criogénicos sobre Schivel durante un intento de arresto. Frío termina robando diamantes del Gotham City Diamond Exchange. Cuando Batman y Robin intentan detenerlo, los congela con su pistola de congelación. En el siguiente episodio, "Rats Like Cheese", Freeze secuestra a Paul Diamante, de las Águilas de Gotham City, y le ofrece devolverle su rehén a cambio de Batman. Batman y Robin salvan a Diamante y detienen a Freeze. Durante esta aparición, el escondite de Freeze tiene "luces cálidas" para que sus secuaces puedan interactuar con él. En el episodio "Green Ice", Mr.de las finales del concurso Miss Galaxy. En el siguiente episodio "Deep Freeze", Freeze ha llevado a todos a Gotham City a creer que Batman ha cedido a sus sobornos. Batman y Robin lograron encontrar el escondite de Freeze, rescatar a Miss Islandia y derrotar a Freeze antes de que él pueda congelar a todo Gotham. Batman acuerda que Warden Crichton tenga una celda refrigerada especial hecha para el Sr. Freeze. En el episodio "Ice Spy", el Sr. Freeze secuestra al científico islandés Profesor Isaacson para obtener una fórmula de "Instant Ice". En el episodio "The Duo Defy", Freeze finalmente obtiene la fórmula de "Instant Ice" y termina construyendo un gran rayo de congelación. Él es frustrado por Batman y Robin de nuevo. Cuando la policía se lo lleva, Freeze le dice a los agentes de policía que no toquen los discos del Freeze Collar.
- Sr. Frío aparece en Gotham, interpretado por Nathan Darrow.[24][25] En esta versión, su apellido se pronuncia "/fraɪs/". Al igual que en los cómics, es un científico que investiga la tecnología criogénica para encontrar una cura para la enfermedad terminal de su esposa Nora. Con este fin, congela a los ciudadanos de Gotham con una pistola criogénica y los usa como sujetos de prueba. Horrorizado por lo que Victor tiene convertirse, Nora se suicida indirectamente durante uno de los experimentos (reemplazando un refrigerante perfeccionado con una fórmula fallida y letal). Devastado, Fries intenta suicidarse girando los refrigerantes de su arma. Sin embargo, sobrevive y se vuelve incapaz de sobrevivir fuera de temperaturas bajo cero. Hugo Strange lo ha declarado muerto y lo lleva al laboratorio Indian Hill Laboratory de Arkham Asylum, donde lo usa como "asistente" en experimentos con cuerpos congelados criogénicamente.[26] Strange también lo envía a matar a Karen Jennings, uno de sus antiguos sujetos de prueba.[27] En el final de temporada, "Wrath of the Villains: Transference", Strange ordena a Fries que maten a Selina Kyle, pero Bridgit Pike, otro de los secuaces genéticamente alterados de Strange, interfiere. Ella y Fries luchan, él con su rayo de congelación y ella con su lanzallamas; accidentalmente incapacitan a Strange cuando él entra en el fuego cruzado.[28] En el episodio "Heroes Rise: The Primal Riddle", los jefes de crimen Oswald Cobblepot e Ivy Pepper encuentran a Fries en un lugar ártico. Lo persuaden para que ayude a Cobblepot en su venganza contra el criminal Edward Nygma devolviéndole el traje especial que le habían quitado a Wayne Enterprises y prometiéndole curar su enfermedad. En el episodio "Heroes Rise: Destiny Calling", Fries asiste a la mafiosa Fish Mooney con la obtención de un antídoto contra un virus creado por Jervis Tetch y un ninja luchador enviado por la Liga de las Sombras. Después de la muerte de Mooney, Fries, Pike y Strange son arrestados por la policía, pero Cobblepot se encarga de su liberación. En el episodio "Heroes Rise: Heavydirtysoul", Cobblepot hace que Fries use su pistola de congelación en Nygma para convertirlo en una "pieza central" congelada para Iceberg Lounge. En el episodio, "A Dark Knight: The Demon's Head", después de que Nygma es liberado de su prisión helada, Cobblepot convoca a Frío para volver a ponerlo en el hielo, pero cuando se da cuenta de que ya no es el Riddler o Ed Nygma, Cobblepot decide perdonarlo. En el episodio "A Dark Knight: The Sinking Ship, The Grand Applause", Fries es reclutado para unirse a "Legion of Horribles" de Jerome Valeska, junto con Tetch, Scarecrow, Pike, Cobblepot y Solomon Grundy. En "A Dark Knight: Mandatory Brunch Meeting", asiste a la reunión obligatoria de Brunch de la Legión de los Horribles, donde Jerome le asigna un gran laboratorio. En "A Dark Knight: That's Entertainmen!", Fries y Tetch devuelven un rehén a Scarecrow para probar su nueva toxina. En el final de la temporada, "A Dark Knight: No Man's Land", después de que Jeremiah Valeska explote todos los puentes que salen de la ciudad, Gotham es etiquetado como "tierra de nadie", con villanos, incluidas Fries, que reclaman territorio en toda la ciudad.
- Victor Fries fue mencionado por el Dr. Thomas Snow como uno de sus contactos científicos en el episodio de The Flash "The Icicle Cometh" de la quinta temporada del programa. La pistola de congelación apareció más tarde en un crossover "Elseworlds" utilizado por su esposa, Nora.

#### Animación
- El Sr. Frío apareció en The Batman / Superman Hour, con la voz de Ted Knight. La serie Filmation hace que el Sr. Frío haga un uso extensivo de su tecnología de fabricación propia, como hacer que ciertas partes de su escondite sean "pasillos cálidos" para acomodar a sus subordinados.[29]
- Originalmente, se suponía que el Sr. Frío se presentaría en la temporada Challenge of the Super Friends de Súper amigos como miembro de Legión del Mal. Sin embargo, debido a la producción de Filmation The New Adventures of Batman en ese momento, Frío estaba restringido a aparecer en el segundo show. Finalmente fue reemplazado por el Capitán Frío.
- El Sr. Frío aparece en el episodio "The Deep Freeze" de The New Adventures of Batman, con la voz de Lennie Weinrib. A diferencia de su aparición en los créditos de apertura del programa, el Sr. Frío se muestra sin el casco que va con su traje de congelación. Él y su secuaz, el profesor Frost planean robar el N-1000 (un submarino súper rápido) para llevar a cabo el "Crimen del siglo". Cuando Batman y Robin asaltan su escondite, Freeze se las arregla para congelarlos y se lleva a Robin con él mientras escapa. Cuando Freeze y el profesor Frost roban el N-1000, lo dirigen al Polo Norte. Cuando Batman, Robin y Bati-duende, enfréntate al Sr. Freeze y al Profesor Frost en el Polo Norte, Batman y Robin disparan una viga que invierte la polaridad de la pistola de congelación de Freeze para que se caliente. Luego aprehenden a Freeze y al profesor Frost, donde ambos son encarcelados.
- Sr. Frío aparece en varias series para DC Animated Universe, con la voz de Michael Ansara.[30]
  - El personaje aparece por primera vez en Batman: la serie animada con un diseño creado por el creador de Hellboy, Mike Mignola, según lo solicitó el creador de la serie Bruce Timm.[31] El científico criogénico Victor Fries estaba trabajando para Gothcorp y malversó fondos para un experimento con el fin de salvar a su esposa enferma terminal Nora Fries, congelando criogénicamente a su esposa hasta que pudiera encontrar una cura. Sin embargo, el CEO de la compañía, Ferris Boyle (con la voz de Mark Hamill), irrumpió en el laboratorio con guardias, exigiendo que se pusiera fin al experimento. Cuando Fries agarró desesperadamente la pistola de un guardia de seguridad para apuntar a Boyle, el corrupto director general le dio una patada en una mesa de vasos químicos llenos de sustancia criogénica, dejando a Victor muerto. Sobrevivió, pero fue mutado severamente por las sustancias. Incapaz de vivir fuera de las condiciones bajo cero, usa un traje criogénico para sobrevivir y también triplica su fuerza. Sr. Frío se presenta en el episodio ganador del Premio Emmy "Heart of Ice" (Para Escritura sobresaliente en un programa animado). Roba las piezas de una máquina congeladora que desea construir y usar en su vendetta contra Boyle. Esto lleva a la primera confrontación de Freeze con Batman. Cuando congela a Boyle hasta la cintura, Boyles rogando por su vida, Freeze se enfrenta a Batman, luchando uno contra uno hasta que la cúpula transparente de Freeze se rompe cuando Batman usa el termo de sopa de pollo de Alfred Pennyworth, lo que provoca un choque térmico y deja inconsciente a Freeze. El Caballero Oscuro presenta evidencia del crimen de Boyle involucró a Nora en la prensa y dejó a Boyles en esta condición de congelación por su horrible acto. La congelación se encuentra encarcelada en una celda especial de Arkham Asylum mantenida a temperaturas bajo cero.[32] El Sr. Frío aparece más tarde en el episodio "Deep Freeze". Después de ser secuestrado por un robot gigante y llevado a la ciudad costera de Oceana, se encuentra con el diseñador multimillonario del parque de atracciones Grant Walker (con la voz de Daniel O'Herlihy), un hombre que quiere volverse inmortal como Freeze para crear un mundo congelado para residentes seleccionados. Freeze acepta ayudar cuando Walker promete curar a Nora. Batman y Robin llegan y tratan de razonar con Freeze que si él ayudaba a Walker, Nora lo odiaría. Congela finalmente a Walker, en una pared. Al congelar se sobrecarga el núcleo de poder de Oceana, que comienza la destrucción de la ciudad cuando instruye a sus habitantes para que evacuen. Freeze se queda atrás para morir con su esposa y él, junto con Nora y Walker, desaparecen en la explosión. Al final del episodio revela que todos ellos sobreviven, atrapados en icebergs.[33] La próxima aparición de Sr. Frío es en la película de animación directa Batman & Mr. Freeze: SubZero, Después de que el tanque de Nora se rompe, Frío secuestra a Bárbara Gordon para extraer sus órganos y curar a Nora. Frío hace un trato con el excolega codicioso Gregory Belson (expresado por George Dzundza) para ayudar a curar a su esposa a cambio de oro. Batman y Robin frustran este plan y Freeze se presume que murió en la explosión de su guarida en una plataforma petrolera abandonada. Wayne Enterprises entonces financia una cirugía que salva la vida de Nora. Frío es visto por última vez en el Polo Norte, llorando lágrimas de alegría cuando se entera de la recuperación de Nora.
  - Sr. Frío aparece en Las nuevas aventuras de Batman, luciendo un nuevo diseño más elegante.[34] Mientras su mutación destruye lentamente su cuerpo, Victor Fries secuestró a dos científicos (expresados por Jeff Bennett y Lauren Tom ) para intentar detener el proceso, y solo logró salvar su cabeza, que está apoyada por cuatro patas robóticas construidas por separado de su traje. Cuando una curada Nora Fries se casó con su propio médico y abandonó Gotham permanentemente, el trauma destruye todo lo que queda de la humanidad de Fries. Sr Frío se compromete a infligir a otros la pérdida que sufrió en el episodio "Cold Comfort" al quitarle las cosas que más valoran, para gran confusión de Robin y Batgirl. Cuando Batman y Batgirl se enfrentan a Freeze en su escondite, les revela su verdadera condición y su objetivo de destruir Gotham City, todo lo que el Caballero Oscuro quiere, al lanzar una "bomba de fusión inversa" que congelará la ciudad. Congele las tablas de un helicóptero para lanzar la bomba. Sin embargo, Batman lo sigue y se involucran en un duelo en el que Batman usa una pistola de agarre para enganchar a Freeze a la bomba y arrojarla al río, donde una explosión crea un enorme iceberg. Aunque se supone que Freeze está muerto, su cabeza desaparece cuando termina el episodio.[35][36]
  - En Batman del futuro, varias de las pistolas heladas de Sr. Frío han sido adquiridas por el anciano Bruce Wayne y se muestran en el Batcave. El nuevo Batman (Terry McGinnis) usa uno para congelar Inque en el episodio "Black Out", sin embargo, Inque destruye este en el episodio "Disappearing Inque". Otro se ve en el fondo de Batcave durante episodios posteriores. El villano trágico aparece personalmente en el episodio "Meltdown". Se revela que su cabeza sin cuerpo ha sobrevivido durante décadas gracias a la tecnología criogénica. El CEO de Wayne-Powers, Derek Powers, y la Dra. Stephanie Lake (con la voz de Linda Hamilton) Utilícelo como sujeto de prueba para un proceso que podría curar la propia mutación de Powers. Al pasar su mente a un clon construido a partir de su propio ADN de referencia, Victor Fries ve esto como una segunda oportunidad. Inicialmente, Fries trata de corregir algunos de los errores que ha cometido al crear una organización caritativa con todos sus ingresos legítimos antes de ser encarcelado, lo que impresiona a Terry. Sin embargo, el nuevo cuerpo de Victor pronto comienza a revertirse a la misma biología bajo cero de su cuerpo original.. Aunque Lake y Powers lo traicionan cuando regresa a Wayne-Powers en busca de ayuda, Fries se escapa. Después de recuperar un traje avanzado de armadura sub-cero que dispara explosiones de hielo directamente de guanteletes equipados con sus manos, Mister Freeze busca venganza congelando a Lake and Powers e intentando volar el complejo de Wayne-Powers para suicidarse. En medio de su plan, Freeze combate Batman y luego lucha con Blight. Freeze se redime a sí mismo al salvar al nuevo Dark Knight de Blight. Batman intenta rescatar a Freeze del edificio colapsado, sin embargo, Freeze rechaza la ayuda y, presumiblemente, muere en la explosión.[37][38]
- Sr. Frío aparece en The Batman, con la voz de Clancy Brown. Debutando en el episodio "The Big Chill", esta versión es un ladrón de diamantes que fue electrocutado accidentalmente en una cámara criogénica, transformándolo en un metahumano criocinético capaz de expulsar hielo con sus propias manos y generando un frío extremo a su alrededor; Fries posteriormente obliga a un científico a crear un traje criogénico para contener su condición y se renueva como "Sr. Frío". Las fotos de Nora Fries se ven brevemente en el auto de Victor, pero se desconoce si ha fallecido o ha sufrido una enfermedad terminal en esta iteración.[39] En "Fire and Ice", el Sr. Freeze une fuerzas con Luciérnaga para atacar la Gala de Navidad del GCPD.[40] En "The Icy Depths", el Sr. Frío entra en conflicto con el Pingüino sobre un paraguas que esconde un mapa de un antiguo tesoro hundido.[41] En el episodio futurista "Artefactos", se revela que mientras que los poderes inmortales del Sr. Frío han aumentado significativamente, se ve obligado a usar un traje especial debido a que su parte inferior del cuerpo es reemplazada por patas de araña mecánicas.[42] En "Rumores", el Sr. Frío se encuentra entre los villanos capturados por el vigilante del mismo nombre. En "The Joining (Part 2)", el Sr. Frío, el Joker, Bane y el Pingüino se ven luchando contra los invasores extraterrestres titulares en Arkham Asylum. En "The Batman / Superman Story (Parte 1)", el Sr. Frío, Máscara Negra, Clayface y Bane son contratados por Lex Luthor para secuestrar a Lois Lane como cebo para atraer a Superman.
- Sr. Frío aparece en Batman: The Brave and the Bold, expresado por John DiMaggio con acento alemán. Esta versión aparece por primera vez en su aparición en la Edad de Oro y luego en la representación de George Sanders. Bajo el nombre de Mr. Zero, está entre los villanos de Batman en la fantasía de Bati-duende en el episodio "Legends of the Dark Mite!". Batman lo derrota lanzando un batarang a su casco. El Sr. Frío hace un cameo en el teaser para el episodio "¡Sidekicks Assemble!" como uno de los hologramas villanos que Robin, Speedy y Aqualad luchan. El Sr. Frío aparece más tarde en el episodio " Chill of the Night!". Está entre los villanos en una subasta de armas celebrada por Joe Chill. En el episodio" ¡Bold Beginnings!", Freeze ha capturado a Aquaman, Flecha Verde y Hombre Plástico. Batman rescata y recluta a los héroes capturados para luchar contra Freeze. y sus secuaces. Después de que el Sr. Frío es derrotado, Aquaman se queda atrás para esperar a la policía y continúa diciéndole al Sr. Freeze del primer equipo con Batman contra Manta Negra. El Sr. Freeze también aparece en la apertura del episodio "Crisis : 22.300 millas sobre la Tierra "en el que es uno de los villanos en el! Joker's Celebrity roast en el que los villanos reunidos son, literalmente, asando Batman vivo con la ayuda de Jeffrey Ross, Batman se libera de su trampa mortal y derrota al Sr. Frío y los otros villanos presentes.
- Sr. Frío aparece en la serie de dibujos animados Young Justice, con la voz de Keith Szarabajka. Introducido en el episodio "Día de la Independencia (Parte 1)", aterroriza un parque en Gotham City hasta que es distraído y debilitado por Robin y derribado por Batman. En el episodio "Terrors", el Sr. Freeze es visto como un preso en Belle Reve junto al Capitán Frío, Icicle Jr. (Cameron Mahkent) y Killer Frost (Crystal Frost). Él y los otros villanos colaboran con Icicle Sr. (Joar Mahkent) en una trama de ruptura. Cuando Freeze es llevado a la alcaldesa de la prisión, Amanda Waller, termina congelando su propio collar y luego sacando a los guardias. Él es derrotado cuando Superboy rompe su casco, lo que obliga a Freeze a volcar sus propios poderes para sobrevivir. En el episodio "Coldhearted", el Sr. Frío y los otros villanos basados en el hielo son vistos en sus celdas.
- El Sr. Frío aparece en el episodio "Freezer Burn" de Justice League Action, con la voz de Peter Stormare.[43] Después de que Killer Frost derrota a Firestorm y Batman, se encuentra con el Sr. Frío para colaborar solo para que el Sr. Frío la elimine y la use como fuente de energía para su aeronave con arma de fuego. Mientras Batman luchaba contra Sr. Frío, Firestorm liberó a Killer Frost. Después de que la aeronave se estrella, Frío intenta atacar a Batman y Firestorm, solo para ser congelado en un bloque de hielo por Killer Frost. Tras la huida de Killer Frost, la policía se lleva el cuerpo congelado de Frío.
- Sr. Frío aparece en el corto de DC Super Hero Girls #TheLateBatsby", con la voz de John de Lancie.[44]
- Sr. Frío aparece en Harley Quinn, con la voz de Alfred Molina. Esta versión se asemeja a su contraparte New 52 y habla con acento español. Debutando en el estreno de la segunda temporada, "New Gotham", ha unido fuerzas con los exmiembros de la Legión del Mal Pingüino, Riddler, Dos Caras y Bane para formar la Liga de la Injusticia y aprovechar el caos que el Joker causó cuando destruyó Gotham City. Se dividen las ruinas de la ciudad entre ellos, pero se niegan a darle a Harley Quinn una parte igual, lo que la llevó a intentar desmantelar la Liga. Frío la atrapa en un bloque de hielo cuando ella se resiste, lo que luego revela que fue su forma de salvarla, ya que los otros miembros de la Liga querían matarla, y permite que Pingüino se quede con ella para usarla como atracción en su Iceberg Lounge hasta que su tripulación la libere dos meses después. En el episodio "Thawing Hearts", Harley y su tripulación apuntan a Frío, pero él los captura y los obliga a ayudarlo a curar a Nora. Hiedra Venenosa logra crear una cura, pero debido al tipo de sangre raro de Nora, alguien más tiene que tomarlo y luego darle a Nora una transfusión de sangre, que, a su vez, matará a esa persona. Frío opta por sacrificarse por su esposa.
- Sr. Frío aparece en Batwheels, con la voz de Regi Davis. Esta versión es afroamericana.[45]

### Película

#### Acción en vivo
- El Sr. Frío aparece como el principal antagonista en la película de 1997 Batman & Robin, interpretado por Arnold Schwarzenegger (quien recibió la mayor facturación por delante de George Clooney, quien interpretó a Batman). En la película, el Dr. Victor Fries tuvo un accidente en un laboratorio de criogenia que estaba usando para encontrar una cura para su esposa Nora Fries que padecía la enfermedad terminal del Síndrome de MacGregor y ahora depende de un sub-cero impulsado por un diamante de traje para mantenerse frío o moriría. Sr. Frío se estrella en un evento de caridad organizado por Wayne Enterprises y le roba un diamante al evento. Sr. Frío es capturado por Batman y detenido en Arkham Asylum, pero huye con la ayuda de Poison Ivy y Bane. Ivy corta la soporte vital de Nora y engaña a Sr. Frío para que piense que Batman fue responsable de la escritura como parte de un plan para usarlo para congelar Ciudad Gótica. Con el uso de una gigantesca pistola de rayos estacionada en un observatorio, se congela en la totalidad de Gotham. En una pelea posterior con Batman, Freeze destruye el observatorio con un juego de bombas (colocadas por Bane) en un intento fallido de llevarse a Batman con él. Batman le muestra al Sr. Frío una grabación de Ivy durante su pelea con Batgirl en la que se jacta de matar a Nora, revelándole sus verdaderos colores. Batman le dice al Sr. Frío que su esposa no está muerta; fue restaurada y se mudó a Arkham, donde él puede completar su investigación. Batman le pide la cura que creó para la primera etapa del síndrome de MacGregor para Alfred Pennyworth; El Sr. Frío hace una expiación por sus acciones pasadas al darle a Batman la medicina que había desarrollado. Frío es luego detenido en Arkham, donde ejerce su venganza sobre Ivy por su engaño y traición. La inclinación del personaje por los juegos de palabras relacionados con el frío y el hielo fue notada por los críticos.[46][47]

#### Animación
- Sr Frío aparece en Superman/Batman: Enemigos Públicos. Se lo ve con "Cold Warriors" Icicle Jr. (Cameron Mahkent), Killer Frost (Louise Lincoln) y Capitán Frío cuando están entre los villanos que intentan reclamar la recompensa a Superman y Batman. Después de una breve pelea con Batman, todos son derrotados por la visión de calor de Superman.
- Al final de Justice League: The Flashpoint Paradox, la pistola de congelación del Sr. Frío se puede ver en la Batcave.
- En Batman: Assault on Arkham, Killer Frost (Louise Lincoln) encuentra y utiliza la pistola de congelación de Freeze contra Batman en el almacén de Arkham Asylum.
- Una versión alternativa del universo de Victor Fries aparece en Liga de la Justicia: Dioses y monstruos, con la voz de Jim Meskimen. Era un experto en termas ganador del Premio Nobel que formaba parte del "Proyecto de Juego Justo" de Lex Luthor, una contingencia del programa de armas que se usaría para destruir la Liga de la Justicia si fuera necesario. Fries estaba midiendo los niveles de carbono en la atmósfera cerca del Círculo Ártico antes de ser asesinado por un Hombre de Metal diseñado por Will Magnus para enmarcar a Batman por el crimen.
- Sr. Frío aparece en Batman Unlimited: Mechs vs. Mutants, con la voz de Oded Fehr. Su origen es superior al mismo, excepto que esta versión se ha desterrado a sí mismo al Ártico porque cree que "no es apto para la humanidad". hasta que Penguin lo emplea para mutar a Killer Croc y Chemo en monstruos gigantes y congelar a Gotham para vengarse. Con el plan casi completo, Penguin lo traiciona dando secretamente a Bane y Clayface la misma fórmula sin saberlo. Ahora lleno de culpa por lo que ha hecho, Freeze decidió ayudar a Batman y su equipo a detener a Penguin.
- El Sr. Frío hizo una aparición en la película animada de Batman: Return of the Caped Crusaders (que es una continuación de la serie de televisión de Batman de 1966 ). Esta versión se asemeja a una versión de pelo naranja del retrato de Eli Wallach de Sr. Frío. Junto con otros supervillanos forman un equipo con Robin y Catwoman para detener a un grupo de clones Batmen.
- Sr. Frío aparece en The Lego Batman Movie, con la voz de David Burrows. Esta versión de Sr. Frío se parece a la de Batman: The Animated Series y utiliza un robot robótico equipado con una pistola de congelación. Es uno de los villanos de Batman que asisten a Joker en su ataque a Gotham City. En el momento en que Joker planeaba lanzar una bomba, el Sr. Freeze estuvo presente durante este complot donde lucha contra Batman y se retira. Más tarde, durante la ceremonia en la que juran a Barbara Gordon como la nueva comisionada de policía, Joker asigna a Freeze y Clayface para capturarla. Aunque Barbara Gordon hace un truco que hace que el Sr. Freeze congele accidentalmente a Clayface. Durante la lucha contra los presos de la Zona Fantasma, el Sr. Freeze y Clayface derrotaron a los Kraken de Choque de los titanes.

### Videojuegos
Sr. Frío también aparece en varios videojuegos de Batman:
- Él es un jefe en Batman: La serie animada, Las aventuras de Batman y Robin para Sega Genesis en la que el Sr. Frío fue el jefe final del juego.
- Sr. Frío aparece en la adaptación de videojuego de la película Batman & Robin.
- Sr. Frío aparece en Batman: Chaos en Gotham.
- Frío aparece en Batman Vengeance, con Michael Ansara repitiendo su papel.[48] Fue visto atacar a un científico llamado Isaac Evers, a quien culpa por haberle enviado un video que promociona el gas Promethium para molestarlo, sin saber que el verdadero culpable era el Joker que planeaba usar la invasión del laboratorio del Sr. Frío como un Distracción para robar grandes cantidades del gas.
- Sr. Frío aparece en Batman: Dark Tomorrow.[49][50][51]
- El Sr. Frío también es uno de los principales villanos en el juego para PC Toxic Chill. El Sr. Frío se empareja con el Riddler en un intento por cambiar el clima de Gotham. Él es finalmente traicionado y casi asesinado por el Riddler que provoca una erupción volcánica. Ambos son enviados a Arkham Asylum y se hacen compañeros de celda. Se sugiere que el Sr. Frío tortura al Riddler en Arkham como venganza por su traición.
- Sr. Frío aparece en DC Universe Online, con la voz de Robert Kraft. Aparece congelación cuando el jugador, usando un personaje de villano, está intentando robar algunos diamantes de un almacén de Wayne Enterprises. Joker le ordena al jugador a través del comunicador que le dé los diamantes a Freeze, pero luego le ordenará que entre en la base de Freeze en el Hospital Gotham Mercy y que robe los diamantes de nuevo, justo cuando Freeze intenta nuevamente recuperar a Nora y así sabotea la procedimiento. El jugador villano debe enfrentar al Sr. Freeze, quien está enfurecido y dispuesto a matar al jugador. Freeze también aparece en la alerta de Arkham Asylum, donde se alió con Scarecrow y Poison Ivy para propagar el caos en el Asylum, bajo las órdenes del doctor Jeremiah Arkham. Freeze ha tomado una de las alas del asilo, cubriendo toda el área con hielo y nieve.
- Sr. Frío aparece en el juego de arcade de Batman 2013.
- El Sr. Frío aparece en Injustice 2, con la voz de Jim Pirri, como "Premier Skin" para Capitán Frío. En su aspecto inicial, no usó el casco protector, que luego se agregó en una actualización.
- El Sr. Frío aparece en Telltale Games, Batman: The Enemy Within, con la voz de Matthew Mercer. A diferencia de la mayoría de las iteraciones del personaje, su condición no lo limita por completo al traje y usa un guante especializado que congela todo lo que toca, a diferencia de la pistola de congelación tradicional. El Sr. Frío es miembro del Pacto, junto con "John Doe", Riddler, Bane y Harley Quinn. Se une al grupo para recuperar el virus LOTUS, con la esperanza de usarlo para curar a Nora. Sin embargo, durante la redada en el laboratorio donde se guarda, es traicionado por Quinn e infectado con el virus. A cambio de información sobre su paradero, Freeze le pide a Bruce Wayne / Batman que reduzca la temperatura de su confinamiento, con la esperanza de combatir su infección. Independientemente de la decisión, su destino queda ambiguo.

#### Lego
- El Sr. Frío aparece Lego Batman: el videojuego, con sus efectos vocales proporcionados por Ogie Banks. Aparece como un enemigo de Batman, un seguidor del Riddler[52] y el segundo jefe del Capítulo 1 "La Venganza de Riddler". En él, su diseño se basa principalmente en la serie animada y usa su pistola de congelación para congelar enemigos y agua. La fuerza que le confiere su traje le permite recoger objetos que otros no pueden. Su traje también lo protege de las toxinas. El Riddler le asigna un cañón de congelación en su antigua fábrica. En la historia se muestra que, si bien ayuda al Riddler en su búsqueda de las reservas de oro de Gotham City, se muestra que está formulando sus propios planes, que incluyen la formación de un ejército de Freeze Maids, que utiliza en la lucha de su jefe. El jugador tiene que ser rápido y atacarlo justo después de que apague su arma de congelación. Después de ser derrotado, intenta huir, pero Batman le lanza un Batarang, lo que hace que su mochila se vuelva contraproducente y lo haga saltar por la habitación y luego aterrizar en el suelo frente a Batman y Robin. En la escena final, se lo ve en Arkham Asylum jugando con muñecas de él y Freeze Maid.
- Sr. Frío aparece en Lego Batman 2: DC Super Heroes, con la voz de Townsend Coleman. Aparece como un camafeo en el cuarto nivel "Asignación de asilo", donde se lo ve en una celda que golpea constantemente el cristal. En el modo de juego libre, el jugador puede realmente matarlo una vez que él / ella envía una de las bombas del Pingüino adentro y lo ataca. Fuera de la historia, aparece como un jefe de lucha y un personaje desbloqueable encontrado en el observatorio. Su frase introductoria es: "¿Soy solo yo o hace mucho frío aquí?"
- El Sr. Frío aparece como un personaje jugable en Lego Batman 3: Beyond Gotham, interpretado por Liam O'Brien a través de una impresión de Arnold Schwarzenegger. Aparece por primera vez como jefe en la historia, en la que el jugador ayuda al Hombre Plástico a derrotarlo en la Watchtower para que puedan proceder a derrotar a Brainiac. El jugador como Batman en su traje de Sensor debe atacar al Sr. Frío mientras el personaje está en modo sigilo. Más tarde, el Sr. Frío se encuentra en Qward en una búsqueda secundaria en la que solicita al jugador que busque otra celda de combustible para su congelador después de que la otra fue dañada por Polilla Asesina. La versión Batman Beyond de Sr. Frío también se puede reproducir a través de contenido descargable.
- El Sr. Frío aparece en Lego DC Super-Villains, nuevamente con la voz de Eric Bauza.[53][54]

#### Batman: Arkham
- Sr. Frío aparece en la serie de Batman Arkham, donde Maurice LaMarche le expresa.
  - En Batman: Arkham Asylum, las celdas cubiertas de hielo y hielo del Sr. Freeze se pueden ver en el área de la Penitenciaría, que se puede escanear para desbloquear su biografía. De acuerdo con el escritor del juego Paul Dini, Frío fue originalmente planeado para aparecer en el juego, pero su inclusión fue eliminada ya que no encajaba como parte del juego.[55]
  - En Batman: Arkham City, aparece como un aliado de Batman y jefe de batalla. Después de que Joker envenena a Batman, el Caballero Oscuro tiene que encontrar al Sr. Frío. Batman lo busca en el edificio del GCPD (literalmente, el lugar más frío de la ciudad de Arkham), solo para encontrar su laboratorio rodeado por los hombres del pingüino, quienes revelan que Penguin está reteniendo al Sr. Freeze como rehén en el Instituto Nacional de Historia Cryus Pinkney. Se reveló que Penguin robó el arma del Sr. Frío y mantiene a los oficiales de GCPD como rehenes. Batman salva a los rehenes y el Sr. Freeze de los hombres de Penguin en el museo y le pide al Sr. Freeze la cura para su dolencia, solo para que el Sr. Freeze revele que necesita su traje, que posee Penguin. Le dice a Batman que su traje tiene un disruptor que se puede usar para apagar su pistola de congelación para que pueda derrotar a Penguin. Después de que Pingüino es detenido y el Sr. Fríorecupera su traje, se venga al encerrar a Penguin en una vitrina. El Sr. Freeze luego le dice a Batman que la cura que hizo para Joker degenera demasiado rápido y necesita una enzima restauradora que se haya unido al ADN humano, algo que llevaría décadas, solo para que Batman revele que él sabe alguien quien ha estado expuesto a esa enzima por siglos. El Sr. Freeze le dice a Batman que solo necesita una muestra del ADN de esta persona para completar la cura y Batman procede a localizar a uno de los guerreros de la Liga de Asesinos que Penguin había capturado. Cuando Batman regresa al GCPD con la muestra de sangre, el Sr. Freeze crea dos viales de la cura antes de bloquear uno en una caja fuerte y destruir el otro, exigiendo que Batman salve Nora Fries de Joker. Batman lucha contra el Sr. Freeze para desbloquear la caja fuerte, lo que resulta difícil ya que el Sr. Freeze es demasiado poderoso para ser confrontado directamente. Batman se ve obligado a esconderse y encontrar formas de aturdir al Sr. Freeze, como usar rejas en el suelo para sorprenderlo cuando pasa. Cada vez que el Sr. Freeze está incapacitado, contrarresta sus debilidades. Después de que es golpeado, Batman abre la caja fuerte solo para encontrar que la pared detrás de la caja fuerte se rompió y en el lugar de la cura solo hay una nota que dice: "¡Recupérate pronto!" y algunas cartas de joker. Batman se da cuenta de que Harley Quinn había robado la cura mientras el Caballero Oscuro estaba distraído luchando contra el Sr. Freeze. El Sr. Freeze le da a Batman granadas congeladas para ayudarlo a recuperar la cura y le ruega que encuentre a Nora, que se convierte en una misión secundaria en el juego. Después de que Nora se salve, Batman encuentra al Sr. Freeze con su esposa y le dice que termine su vida de crimen por el bien de Nora. La batalla contra el jefe del Sr. Freeze fue ampliamente elogiada como un paso adelante de los repetidos jefes del matón titán del juego anterior.
  - En Batman: Arkham Origins, su origen y primer encuentro con Batman aparece en la historia del DLC "Cold, Cold Heart", que se basa en el episodio Batman: The Animated Series "Corazon de hielo". El Sr. Frío también tiene un nuevo diseño para el contenido descargable (DLC), con botas con tacos y una pistola congeladora más grande incorporada en el brazo derecho de su traje. En el DLC, el Sr. Freeze está en colaboración con la pandilla de Penguin para ir a una fiesta en Wayne Manor y capturar a Ferris Boyle. Cuando Batman llega a GothCorp, encuentra al Pingüino tratando de apuñalar al Sr. Freeze para que le dé lo que es Freeze (pensando que son armas) hasta que el Sr. Freeze usa su pistola de congelación para crear una reacción en cadena que atrapa a Penguin en una pared de hielo. Al lograr que el traje XE resistiera el frío y adquirir un taladro criogénico para penetrar en la pared de hielo, Batman encuentra evidencia residual de que Boyle estuvo detrás del accidente que convirtió a Victor Fries en el Sr. Freeze y que Boyle está en posesión del congelado criogénicamente a la esposa del Sr. Freeze. Batman luego se enfrenta y derrota al Sr. Freeze. Boyle luego toma una pieza de maquinaria y ataca al Sr. Freeze, solo para que Batman lo derrote. Durante los créditos del DLC, una voz en off de noticias indica que el Sr. Freeze, Penguin y Boyle fueron arrestados por la policía.
  - El Sr. Frío aparece en  Batman: Arkham Knight. La pistola de congelación del Sr. Freeze se puede encontrar en la sala de pruebas del Departamento de Policía de Gotham City. Según Aaron Cash, el Sr. Freeze no ha sido visto ni escuchado desde "Arkham City" e implica que posiblemente abandonó su vida criminal para continuar su trabajo en la búsqueda de una cura para Nora Fries. También se mencionó que algunos miembros del Departamento de Policía de Gotham City utilizaron la pistola de congelación para hacer helados hasta que James Gordon les confiscó el arma. Mr. Freeze aparece en el paquete de contenido descargable (DLC) de la "Temporada de la Infamia" de diciembre en el paquete "In From The Cold". Batman descubre un barco congelado en la costa de Gotham e investiga, encontrando al Sr. Freeze en la vieja cámara criogénica de su esposa. Dice que la Milicia de Arkham Knight se llevó a Nora después de que se negó a ayudar a Scarecrow y Arkham Knight con sus planes de derrotar a Batman. Freeze confía a Batman para rescatar a su esposa de los soldados. Después de luchar contra un aluvión de hombres de la milicia, Batman encuentra a Nora y la saca de su criocámara dañada. Para sorpresa de Batman y de Freeze, ya no quiere estar congelada en el hielo y simplemente quiere pasar tiempo con Victor. También se reveló que ella podía escuchar cada palabra que él decía, a pesar de estar en animación suspendida. Después de derribar una fuerza de la Milicia que intenta destruir el barco de Fries, Nora y Victor se encuentran cara a cara y Victor se quita el casco protector. Mientras miran a Gotham, Nora pregunta cuánto tiempo vivirán, a lo que Victor responde "solo días". Luego salen de la ciudad de Gotham; Cuando Batman analiza el equipo de Freeze en el bloqueo de GCPD, una grabación hecha por Cash evalúa si este giro de los acontecimientos es un resultado feliz o triste para los Fries.
  - Sr. Frío aparece como un personaje jugable en el juego móvil Batman: Arkham Underworld. Se desbloquea después de que el jugador completa una misión para él, después de lo cual se puede jugar, empuñando su pistola de congelación con diferentes modos de disparo.
  - Sr. Frío  aparece una versión alternativa y femenina llamada Ms. Freezer en Suicide Squad: Kill the Justice League

### Serie web
- En la tercera temporada de la serie Flash, Gotham Girls, se presenta una nueva villana: Dora Smithy (con la voz de Jennifer Hale), la cuñada de Frío. Ella culpa a Frío por la muerte de Nora y se pone su equipo de congelación en busca de venganza. Como resultado, hay un énfasis en el Sr. Frío a lo largo de la temporada, y se lo analiza varias veces, aunque en realidad nunca aparece.
- En los cortos de Batman Unlimited, Sr. Frío aparece en un alboroto en un gigantesco traje robot. Batman logra destruir el traje y Freeze expulsa. Freeze y luego ataca a Batman, solo para que Batman rompa su casco. Batman le pone una máscara de gas y lo esposa, reconfortando al Sr. Frío hasta que llegan los policías.

### Varios
- Sr. Frío aparece en la animación original directa a video DC Super Friends: The Joker's Playhouse (2010), con la voz de Eric Bauza.